# Stratiformis
Stratiformis (česky rozlehlý, zkratka str) je jeden z oblačných tvarů. Může se vyskytovat u oblaků cirrocumulus, altocumulus a stratocumulus.

## Vzhled
Stratiformis je značně rozlehlý oblak, který pokrývá značnou část, popřípadě úplně celou oblohu.

## Vznik
Tvar stratiformis vzniká především na okraji rozsáhlé vystupující vzduchové hmoty, tj. při dynamické konvekci.